# Bodens HF
Der Bodens Hockeyförening (kurz Bodens HF) ist ein 2006 gegründeter schwedischer Eishockeyklub aus Boden. Die Mannschaft spielt in der Division 1 und trägt ihre Heimspiele in der Björknäshallen aus.

## Geschichte
Der Bodens HF wurde 2006 nach der Insolvenz des Vorgängervereins Bodens IK gegründet. Bereits in ihrer Premierenspielzeit erreichte die Mannschaft in der Relegation den Aufstieg in die drittklassige Division 1. In dieser – inzwischen Hockeyettan genannten – Spielklasse konnten sie sich anschließend etablieren.